# Aeroporto Internacional de Bujumbura

O Aeroporto Internacional de Bujumbura (em francês: Aéroport international de Bujumbura) (IATA: BJM, ICAO: HBBA) é um aeroporto internacional localizado em Bujumbura, capital do Burundi, sendo o único internacional do país e o único com pista pavimentada, é também o hub central ca companhia estatal Air Burundi.